# Portland Parish

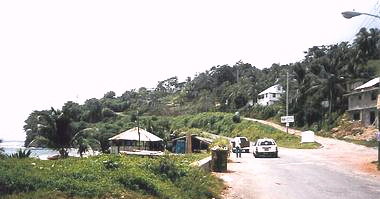
Rose Hill an der Ostküste von Portland

Portland ist ein Landkreis (parish) im Nordosten Jamaikas. Hauptstadt ist Port Antonio.
Die ländliche Gegend ist bekannt für ihre Strände. Die Nationalheldin Nanny of the Maroons lebte hier.

## Geschichte
Portland entstand aus dem ehemaligen Parish Saint George und Teilen Saint Thomas’.
Port Antonio wurde im 16. Jahrhundert von spanischen Siedlern als Puerto Anton gegründet. Unter englischer Herrschaft wurde es im 18. Jahrhundert zu einer Seefestung ausgebaut. Fort George überblickt den ganzen Hafen. Noch heute ist in der ganzen Region britische Architektur zu sehen.
Viele der Sklaven, die um 1700 Zuckerrohr und Kaffee anbauten, rebellierten und flohen in die umliegenden Berge.
Um Menschen in das dünn besiedelte Gebiet zu locken, bot der Gouverneur Henry Bentinck, 1st Duke of Portland 1723 verschiedenen Gruppen Land an. Die in den Bergen lebenden ehemaligen Sklaven, Maroons genannt, waren entschlossen, das Gebiet nicht den Neuankömmlingen, zumeist Briten, zu überlassen. In den 1730er Jahren kam es zum Erster Maroon-Krieg. Den Engländern gelang es, Nanny Town zu erobern, die wichtigste Ansiedlung der Maroons. Nach dem Weihnachtsaufstand (auch Baptist War oder Sam Sharp Rebellion) in Montego Bay 1831–1832 unterschrieb Nanny of the Maroons, die Anführerin der Maroons einen Vertrag, der ihrem Volk Freiheit und Land gewährte.
Tourismus spielte eine wichtige Rolle bei der Entwicklung Portlands. Bereits Mitte des 19. Jahrhunderts lockte der Bananenexport erste Besucher an, früher als in den anderen Parishes. Bananenschiffe aus den USA brachten die ersten Touristen nach Port Antonio, genannt World's Banana Capital. Weitere Bekanntheit erlangte Portland durch Errol Flynn, der nach einem Schiffbruch Land auf Navy Island kaufte und Freunde aus Hollywood dorthin einlud.

## Geographie
Portland liegt nördlich von Saint Thomas und östlich von Saint Mary.
Auf 814 km² lebten 2001 rund 82.000 Menschen, davon 15.000 in der Hauptstadt.
Von der mit 2256 Metern höchsten Erhebung der Blue Mountains bis zur Küste ist Portland eine der abwechslungsreichsten Gegenden der Insel. Der Kalksteinuntergrund führt zu einer Vielzahl von Höhlen und Wasserfällen, besonders in Küstennähe. Rio Grande, Buff Bay und Hector's River sind die wichtigsten Flüsse.
Der Boden ist fruchtbar, Passatwinde sorgen für die stärksten Niederschläge auf Jamaika.

## Wirtschaft
Auf den fruchtbaren Böden werden hauptsächlich Bananen, Kokosnüsse und Breadfruits angebaut. Der Boden ist für fast alle Früchte geeignet sowie für die Viehwirtschaft.
Neben zahlreichen Touristenzentren spielt der Öko-Tourismus eine wichtige Rolle.
Die Schönheit der Landschaft führte dazu, dass seit den 1950er Jahren über 780 Filme hier gedreht wurden.

## Persönlichkeiten
- Patrick Allen (* 1951), Theologe und Generalgouverneur von Jamaika